# Ivan Basso
Ivan Basso (* 26. listopadu 1977, Gallarate) je italský profesionální silniční cyklista. Mezi profesionály se dostal v roce 1999, kdy začal jezdit za stáj Risco Scotti. Od roku 2008 jezdil za stáj Liquigas (později přejmenovaný na Cannondale). V roce 2015 si ho jako superdomestika vybral Oleg Tinkov do své stáje. Basso má mezi cyklisty přezdívku Ivan Hrozný, a patří mezi nejlepší závodníky v horských etapách. Je dvojnásobným celkovým vítězem závodu Giro d'Italia z let 2006 za stáj CSC a 2010 za stáj Liquigas. V roce 2007 se přiznal k užívání dopingu a dostal trest zákazu závodění na dva roky. Při prvním volném dnu na TdF 2015 byl nucen odstoupit ze závodu z důvodu rakoviny varlat.

## Úspěchy
1998
1.  Mistr světa do 23 let
2000
vítěz 2 etap na Regio Tour
2001
vítěz etapy Tour Méditerranéen
vítěz etapy Kolem Baskicka
vítěz etapy Kolem Rakouska
2002
11. celkově Tour de France
vítěz  Klasifikace nejlepší mladý jezdec
2003
7. celkově Tour de France
2004
vítěz Giro dell'Emilia
vítěz Grand Prix Jyske Bank
33. celkově Tour de France
vítěz 1 etapy
2005
vítěz 2 etap na Giro d'Italia
vítěz  celkového pořadí Kolem Dánska
vítěz 4 etap na Kolem Dánska
2. celkově Tour de France
2006
1. Vítěz celkové klasifikace Giro d'Italia
vítěz 4 etap na Giro d'Italia
vítěz Azzurri d'Italia classification
vítěz  celkového pořadí Critérium International
vítěz etapy Critérium International
vítěz 1 etapy na Circuit de la Sarthe
2008
3. místo na Japan Cup
2009
vítěz  celkového pořadí Giro del Trentino
vítěz AC Arona
4. celkově na Giro d'Italia
4. celkově na Vuelta a España
5. celkově na Tirreno–Adriatico
2010
1. Vítěz celkové klasifikace Giro d'Italia
vítěz 2 etap (4. časovka, 15. horská Mestre - Monte Zoncolan)

## Celkové pořadí na velkých etapových závodech
| Závod Grand Tour | 2001 | 2002 | 2003 | 2004 | 2005 | 2006 | 2007 | 2008 | 2009 | 2010 |
| ---------------- | ---- | ---- | ---- | ---- | ---- | ---- | ---- | ---- | ---- | ---- |
| Giro d'Italia    | -    | -    | -    | -    | 28.  | 1.   | -    | -    | 4.   | 1.   |
| Tour de France   | DNF  | 11.  | 7.   | 3.   | 2.   | -    | -    | -    | -    |      |
| Vuelta a España  | -    | -    | -    | -    | -    | -    | -    | -    | 4.   |      |